# Tosna
Il Tosna è un affluente di sinistra della Neva, sulle cui rive sorgono le cittadine di Tosno e Nikol'skoe. Scorre nei rajon Tosnenskij, Lužskij e Kirovskij dell'oblast' di Leningrado.
La sorgente del fiume si trova a cinque chilometri a nord-ovest del villaggio di Poddub'e, non lontano dal fiume Oredež. La foce del fiume si trova a 44 km dalla foce della Neva. La lunghezza è di 121 km, il bacino idrografico è di 1640 km². La sua larghezza nel corso medio va dai 5 ai 30 m.